# 菅原邦城
菅原 邦城（すがわら くにしろ、1942年3月1日 - 2019年2月8日）は、日本の文学者、言語学者。大阪外国語大学名誉教授。北欧語・北欧文学の、日本では有数の専門家である。

## 略歴
- 1942年 - 宮城県遠田郡南郷町（現美里町）生まれ。
- 1960年 - 東北学院高等学校卒業。
- 1966年 - 大阪外国語大学アラビア語学科卒業。
- 1968年3月 - コペンハーゲン大学哲学人文学部ノルド語学科（デンマーク文部省奨学生として留学）を修了。
- 1968年4月 - 大阪外国語大学デンマーク語学科の非常勤講師、のち助手、のち講師。
- 1973年 - ウップサーラ大学大学院（Svenska institutet 招聘研究生）。
- 1976年 - 大阪外国語大学デンマーク語学科助教授。
- 1984年 - アイスランド大学付属研究所 Stofnun Árna Magnússonar とコペンハーゲン大学 Det Arnamagnæanske Institut へ出張（文部省長期在外研究員。10月 - 1985年8月）
- 1987年 - 大阪外国語大学デンマーク・スウェーデン語学科教授。
- 2002年 - 関西外国語大学外国語学部非常勤講師。[2]
- 2003年3月1日から2005年2月28日 - 大阪外国語大学附属図書館長。[3]
- 2019年 - 死去。叙正四位、瑞宝中綬章追贈[1]。

## 著書
- 『北欧神話』東京書籍、1984年
  - 『概説 北欧神話』ちくま学芸文庫、2024年、ISBN 978-4480511942

### 共編著
- 森田貞雄共編『北ゲルマン言語・文学 - 古代・中世』欧研〈MRISファイル・人文社会言語文学主題書誌情報シリーズ〉第7シリーズ第1冊、1977年
- 間瀬英夫共編『デンマーク語基礎1500語』大学書林、1981年、ASIN B000J7ZX8S
- クラース・ガルレーン共編『スウェーデン語基礎1500語』大学書林、1987年、ISBN 978-4475010726

### 翻訳
- エリアス・ヴェセーン『北欧の言語 - 北欧文化シリーズ』東海大学出版会、1973年
- 『世界の民話1 北ヨーロッパ』高橋静男共訳、研秀出版、1979年
- ヨウーン・アウトナソン編『アイスランドの昔話』三弥井書店、1979年
- 『ゲルマン北欧の英雄伝説 - ヴォルスンガ・サガ』東海大学出版会、1979年
- 『スウェーデン民話集 メッセリア』東洋文化社〈メルヘン文庫〉1980年
- ステブリン=カーメンスキイ『神話学入門』坂内徳明共訳、東海大学出版会〈東海選書〉1980年
- フリングル・ヨウハンネスソン『めうしのブーコトラ』ほるぷ出版、1981
- フォルケ・ストレム『古代北欧の宗教と神話』人文書院、1982
- 『はなよめになった神さま - アイスランド・エッダより』ほるぷ出版、1982年
- ステブリン=カーメンスキイ『サガのこころ』講談社、1990年
- P C ヤシルド（英語版）『生きている脳』人文書院、1991年
- シーグルズル・ノルダル『巫女の予言 - エッダ詩校訂本』東海大学出版会、1993年
- ヘルマン・パウルソン『オージンのいる風景 - オージン教とエッダ』大塚光子・西田郁子・水野知昭共訳、東海大学出版会、1995年
- レイ・ページ『ルーン文字 - 失われた文字を読む』學藝書林〈大英博物館双書〉、1996
- キアステン・ハストロプ『北欧の世界観-北欧社会の基層と構造』新谷俊裕共訳、東海大学出版会、1996
- ハストロプ『北欧のアイデンティティ-北欧社会の基層と構造』田辺欧共訳、東海大学出版会、1996
- 『アイスランドのサガ 中篇集』清水育男、早野勝巳共訳、東海大学出版会、2001年

他。

## 主要な論文

### 単著
- 「〈フレイ神ゴジ〉フラヴンケルのサガ(改訳・その1)」『大阪外国語大学学報』73、大阪外国語大学、1987年、ISSN 0472-1411
- 「〈フレイ神ゴジ〉フラヴンケルのサガ(改訳・その2)」『大阪外国語大学学報』74、大阪外国語大学、1987年、ISSN 0472-1411
- 「忘却されたオランダ商館長 - 日本に居住した最初のスウェーデン人フレードリック・コイェット」『IDUN』13、大阪外国語大学デンマーク・スウェーデン語学科研究室、1998年、ISSN 0287-9042
- 「イエスに選ばれた女弟子--M.Fredriksson:"enligt Maria Magdalena"(1997)をめぐって」『IDUN』14、大阪外国語大学外国語学部、2000年、ISSN 0287-9042
- 「日本滞在最初のスウェーデン人再論」『大阪外国語大学論集』23、大阪外国語大学、2000年、ISSN 0916-6637
- 「PCヤシルド作 De ondas klosfer (2003) : 歴史推理小説として」『IDUN』17、大阪外国語大学外国語学部、2006年、ISSN 0287-9042

### 共著
- 共同執筆者：菅原邦城・間瀬英夫・新谷俊裕他「現代デンマーク語基本語彙集(16)(hf～hvor)」『大阪外国語大学論集』36、大阪外国語大学、2007年、ISSN 0916-6637

他多数。

## 所属する学会
- Isländska sällskapet (Uppsala)
- 日本アイスランド学会
- The International Saga Society (Copenhagen)
- バルト=スカンディナヴィア研究会[2]